# Young & Moody
Young & Moody è un album di Bob Young e Micky Moody, uscito nel 1977.

## Tracce
Lato A
1. You Make It Roll - 5:15 - (B.Young/M.Moody)
2. I'll Be Back - 3:00 - (B.Young/F.Rossi)
3. Chicago Blue - 4:20 - (B.Young/M.Moody)
4. Four Until Late - 4:45 - (Robert Johnson)

Lato B
1. Young & Moody - 3:00 - (B.Young/M.Moody)
2. Too Young To Feel This Way - 4:50 - (B.Young/M.Moody)
3. Just Close Your Eyes - 2:50 - (B.Young/M.Moody)
4. Someone Else's Door - 3:40 - (B.Young/M.Moody)
5. I'm Going Away- 3:10 - (Trad. Arr. M.Moody)

## Formazione
- Bob Young - armonica a bocca, voce
- Micky Moody - chitarra, mandolino, lap slide, cori
- Graham Presket - tastiere), basso, violino
- Terry Stannard - batteria, percussioni
- Clare Torry - cori
- Kay Garner - cori
- Jean Hawker - cori